# Semiarrianisme
El semiarrianisme va ser un corrent cristià considerat herètic. Els seus membres eren coneguts també com a macedonians (heretgia macedonista) i pneumatòmacs.
El nom que se'ls donava vulgarment, semiarrians, era perquè estaven enmig de la fe de Nicea (el Pare, el Fill i l'Esperit Sant són consubstancials) i la dels arrians (el Pare, el Fill i l'Esperit Sant tenen un ordre jeràrquic de divinitat). Per als semiarrians el Pare i el Fill són consubstancials, però superiors en divinitat a l'Esperit Sant.
Els semiarrians o macedonians consideraven al Fill com ὁμοιούσιος, "homoiousios"), és a dir de la mateixa substància que el Pare, mentre que els seus opositors els arrians purs o acacians (del seu cap Acaci de Cesarea) el consideraven ἀνόμοιος, "anomoios", és a dir de diferents substàncies.
Els semiarrians foren coneguts com a macedonians després que el patriarca Macedoni I de Constantinoble (Macedoni de Tràcia) va ser deposat el 360 per influència dels acacians, va ser acollit pels semiarrians i va agafar la direcció del grup. Foren perseguits i es van acostar al credo de Nicea i el 367 molts dels seus bisbes van transmetre al papa Liberi I una confessió en què admetien que el Fill era ὁμοιούσιος, "homoiousios"), o de la mateixa substància però negaven la divinitat de l'Esperit Sant, i per això els grecs els van anomenar Πνευματόμαχοι, "Pneumatomachoi" és a dir impugnadors de l'Esperit. Els Macedonians consideraven l'Esperit Sant com inferior al Pare i al Fill, considerant-lo un simple serf o ministre d'aquests, amb una naturalesa similar a la dels àngels.
Els macedonians foren també anomenats maratonians Μαραθωνιανοί per un dels seus líders anomenat Marató (Marathonius), bisbe de Nicomèdia (i antic diaca del Patriarca), qui, al morir Macedoni I, el va succeir al capdavant de la tendència, però el nom no va prevaler.
La paraula més culta per designar-los deriva del grec, car pneumatòmacs vol dir "impugnadors de l'Esperit Sant", mentre pneumatomoquios deriva de egoun Pneumatomachon  és a dir "que lluiten contra l'Esperit Sant".
Els semiarrians o macedonians van ser combatuts per Sant Atanasi, qui el 362 va aconseguir la convocatòria d'un Sínode a Alexandria, al qual van assistir només vint-i-un bisbes. Aquest Sínode va condemnar l'heretgia, i va declarar que l'Esperit Sant era de la mateixa substància i divinitat que el Pare i el Fill, i que en la Trinitat no existeix res que sigui creat, inferior o posterior.
Només a la mort del Papa Liberi I (24 de setembre de l'any 366) el seu successor Damas I va iniciar una política severa contra l'heretgia, que va ser condemnada en un Concili (probablement cap al 369) en el qual es va dictaminar que el Pare i el Fill eren una mateixa substància conjuntament amb l'Esperit Sant. Un altre Concili reunit a Roma per Damas el 374, a petició dels bisbes orientals alarmats per l'acceptació de l'heretgia per Eustaqui de Sebaste, un dels principals líders dels semiarrians (els bisbes orientals van enviar com a ambaixador a Doroteu), va reafirmar la condemna de les doctrines macedonianes (i altres) i va ratificar la fe de Nicea.
El 381 l'Emperador Teodosi el gran va convocar un Concili a Constantinoble per condemnar i extingir les heretgies d'Arri i de Macedoni. El Primer Concili de Constantinoble només va tenir l'assistència de bisbes orientals (150 catòlics i 36 macedonians), i en ell Teodosi va intentar sense èxit reunificar les diverses tendències. Finalment les heretgies van ser condemnades. Més tard el Papa va confirmar la professió de fe del Concili encara que va rebutjar el cànon tercer. Posteriorment els semiarrians o macedonians o pneumatòmacs es van acostar als ortodoxos.

## Macedonians rellevants[3]
- Macedoni I, bisbe de Constantinoble (342–346 i 351–360)
- Ciril, bisbe de Jerusalem (350-386)
- Marató, bisbe de Nicomèdia (c. 351–?)
- Eleusius, bisbe de Cízic (c. 351–360)
- Sofroni, bisbe de Pompeiòpolis (?–360)
- Eustaci, bisbe de Sebaste
- Sabí, bisbe d'Heraclea